# Oh My My (песня Ринго Старра)
«Oh My My» — песня, написанная Ринго Старром и его частым соавтором Вини Понциа. Выпущена Старром на его альбоме 1973 года Ringo, а также на двух синглах (один вышел в США 18 февраля 1974 с би-сайдом «Step Lightly», в рамках выпуска альбома Ringo; другой — в Великобритании 9 января 1976, с би-сайдом «No No Song», для продвижения сборника Старра 1976 года Blast from Your Past).
Песня в чарте синглов США Billboard Hot 100 поднялась до 5-го места, став одним из самых успешных синглов Старра.
После многочисленных просьб публики, Старр наконец исполнил «Oh My My» на концерте совместно со своей группой All Starr Band в 2008, впервые за 34 года.

## Кавер-версии
Кавер-версию песни исполнили Айк и Тина Тёрнеры, в эпизоде Soul Train 1974 года.
Бетт Мидлер записала кавер-версию песни на свой концертный альбом Live at Last.
David Hentschel в 1975 выпустил инструментальную версию песни на собственном лейбле Старра, Ring’O Records.

## Участники записи
- Ринго Старр — ведущий вокал, барабаны
- Джим Келтнер — барабаны
- Клаус Форман — бас-гитара
- Билли Престон — электроорган, фортепиано
- Вини Понциа — гитара
- Jimmy Calvert — гитара
- Tom Scott — соло на саксофоне, аранжировка для духовых
- Jim Horn — аранжировка для духовых
- Martha Reeves — бэк-вокал
- Merry Clayton — бэк-вокал

(дается по)